# Cephaloscyllium hiscosellum
Cephaloscyllium hiscosellum е вид пилозъба акула от семейство Scyliorhinidae. Видът не е застрашен от изчезване.

## Разпространение и местообитание
Разпространен е в Западна Австралия.
Обитава крайбрежията на океани и морета. Среща се на дълбочина от 294 до 420 m.

## Описание
На дължина достигат до 52 cm.